# Sanssouci
Sanssouci (fransk: "uden bekymring", eller oversat: "sorgenfri") var Frederik den Stores rokokoslot i Potsdam ved Berlin, opført 1745–1747 af arkitekt og maler Georg Wenzeslaus von Knobelsdorff.
Slottet ligger i den østlige del af Park Sanssouci og er et af de mest berømte Hohenzollernslotte i Potsdam, hovedstaden i Brandenburg. Arkitekt Georg Wenzeslaus von Knobelsdorff fik opgaven at udføre slottet efter kongens planer.
Under Frederik Wilhelm 4. af Preussen blev slottet Sanssouci udvidet i 1840–1842 ved ombygning og forlængelse af de to sidefløje. 
Fra 1990 har Sanssouci med slottet og sin vidtstrakte slotspark været opført på UNESCOs liste over verdens kulturarv.
Som en del af parkanlægget indgår Neptungrotten og Orangerieschloss.

## Galleri
- Teehaus, der ligger i parken ved Sanssouci
- Slottet set fra syd